# Sebastian Samuelsson
Sebastian Samuelsson (n. 28 martie 1997, Katrineholm, Södermanlands län, Suedia) este un biatlonist ce a reprezentat Suedia, medaliat olimpic. A participat la 2 ediții ale Jocurilor Olimpice (2018, 2022) în care a câștigat o medalie de argint.